# Horní Mouřínovský rybník
Horní Mouřínovský rybník este o arie protejată (arie specială de conservare — SAC, sit de importanță comunitară — SCI) din Republica Cehă întinsă pe o suprafață de 4,55 ha, integral pe uscat.

## Localizare
Centrul sitului Horní Mouřínovský rybník este situat la coordonatele 49°06′54″N 16°58′22″E / 49.115°N 16.972778°E.

## Înființare
Situl Horní Mouřínovský rybník a fost declarat sit de importanță comunitară în aprilie 2005 pentru a proteja 1 specie de animale. Situl a fost protejat și ca arie specială de conservare în ianuarie 2018.

## Biodiversitate
Situată în ecoregiunea continentală, aria protejată nu include niciun habitat protejat.
La baza desemnării sitului se află o specie protejată de  amfibieni: buhai de baltă cu burta roșie (Bombina bombina).